# Dinara

Collocazione del massiccio all'interno delle Alpi Dinariche (B8).

Il Dinara è un massiccio montuoso delle Alpi Dinariche posto al confine tra la Croazia e la Bosnia ed Erzegovina.
Da questo gruppo prendono il nome tutte le Alpi Dinariche.
Le vette principali del gruppo sono:
- Troglav - 1.913 m
- Kamešnica - 1.852 m
- Dinara - 1.831 m
- Ilica - 1.654 m

Il Dinara, pur non essendo la vetta più alta, ne è la più significativa e costituisce il punto più elevato della Croazia.